# Yukarıdikmen, Tosya
Yukarıdikmen là một xã thuộc huyện Tosya, tỉnh Kastamonu, Thổ Nhĩ Kỳ. Dân số thời điểm năm 2008 là 97 người.